# Portugal 1111: A Conquista de Soure
Portugal 1111: A Conquista de Soure é um jogo de computador do género de estratégia em tempo real (RTS) desenvolvido pela empresa de multimédia portuguesa Ciberbit, em parceria com a câmara municipal de Soure e historiadores da Universidade de Coimbra, juntamente com uma edição da Visão. Em termos de jogabilidade é bastante semelhante à série “Age of Empires”.
O objectivo do jogo é conquistar vários territórios (em modo campanha) aos mouros, sendo que no 8º e último nível tem que se arrasar o castelo mouro.
É o primeiro jogo de computador, com intuito comercial, a ser completamente produzido em Portugal.